# Duell
För andra betydelser, se Duell (olika betydelser).

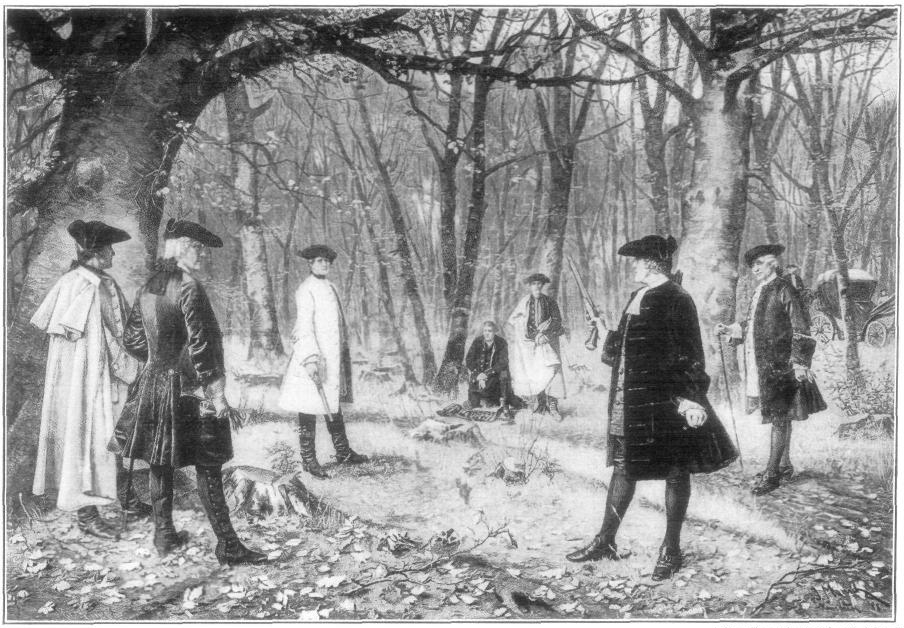
Duell mellan Alexander Hamilton och Aaron Burr (1804)

Duell eller tvekamp är en strid eller kamp mellan två personer, då kallade duellanter eller tvekämpar, traditionellt enligt vissa regler eller begränsningar. 
Den moderna duellen med vapen uppkom i det som idag är Italien på 1500-talet som en ritual för att reglera hederssaker mellan adelsmän. Duellen spreds i slutet av 1500-talet via Frankrike till stora delar av övriga Europa. Duellens rötter går att spåra tillbaka till medeltidens tornerspel.
År 1562 förbjöd katolska kyrkan duellerandet och föreskrev att både duellanter och sekundanter skulle bannlysas och att den som dog i en duell inte skulle erhålla någon kyrklig begravning. Under 1600-talet instiftades lagar mot duellerande i de flesta länder.
Redan vid mitten av 1800-talet började duellerna stävjas i Storbritannien, men på den europeiska kontinenten levde de kvar. Särskilt i Tyskland kom duellerandet att leva kvar länge. 

## Etymologi
Namnet kommer av ordet Bellum, som var ordet för krig på latin. Den ursprungliga formen var dock duellum, ett trestavigt ord, vilket bland annat framgår av skalden Ennius verser. Samma formväxling finns i namnet på krigets gudinna, Bellona, tidigare Duellona. I medeltidslatinet kom duellum genom kopplingen till duo (räkneordet för två), att omtolkas till tvekamp. Det blev i italienskan duello och battersi in duello (duellera), i franskan duel (belagt 1539). I Sverige har vi övertagit ordet från franskan. I äldre tid kunde det ha neutralt genus, och i en handling från 1662 talades det om "Något Duell eller Slagzmåhl".

## Hur en duell gick till
Med tiden utarbetades regler och ritualer kring duellerna. Under 1800-talet utkom flera handböcker och manualer. Bland de mer kända återfinns den franske greven Chatauvillards duellmanual L'Essai sur le duel från 1836 och den tyska Duell-Codex från 1891, skriven av Gustav Hergsell.
Duellanterna utsåg vanligen vardera två sekundanter som skulle bestämma tid och plats för duellen, mäta upp det avstånd på vilket duellen skulle utföras samt se till att gängse regler iakttogs. Duellen utkämpades vanligen med pistol eller värja. Den utmanade hade rätt att välja vapen.

## Dueller efter land

### Sverige
Dueller var i allmänhet otillåtna och straffbelagda. Först ut att förbjuda och fördöma dueller var kyrkan. Även kungamakter försökte förbjuda duellerna genom att stifta lagar mot dem. I Sverige förbjöds de i förordningar, "duellplakatet" av år 1662 och 1682. Bestämmelser om förbud mot dueller fanns ännu i en kunglig förordning av 1861 som gällde fram till 1965. I 1962 års strafflag som trädde i kraft 1965 finns dock inga särskilda bestämmelser om dueller.
I Sverige frodades duellerna under stormaktstiden, främst bland officerare i armén. Vanligtvis var det adelsmän som duellerade, men även personer ur det högre borgerskapet kunde delta. De förekom fortfarande under den gustavianska tiden. År 1778, efter en karusell i Drottningholms slottspark, råkade hertig Karl i konflikt med en adelsman vid namn Rålamb över prisutdelaren vid karusellen, Maria Sophia Rosenstierna, varpå en duell utspelade sig på slottsterrassen där Karl sårades i en värjstöt, en skandal "vars motstycke ingen skådat på 200 år".
År 1788 utspelades en uppmärksammad duell vid det svenska hovet, då kapten greve Adolf Ludvig Ribbing utmanade riksmarskalk greve Hans Henrik von Essen på duell efter att Essen fått ja på sitt frieri till Charlotta Eleonora De Geer (1771–1798), medan Ribbing fått nej: orsaken var att Ribbing ansåg sig ha rätt att tro att De Geer var förälskad i honom och inte ville acceptera avslag, särskilt som Essens frieri till De Geer, som var mycket rik, djupt ogillades inom hovet av sympati för Augusta von Fersen, med vilken han sedan många år hade ett förhållande. Duellen utkämpades i det kungliga ridhuset i närvaro av flera officerare och ledde till att Essen blev lindrigt skadad. Duellen gjorde skandal och betraktades som ett majestätsbrott.
Den sista duellen i Sverige med dödlig utgång ägde rum i Lockerudsskogen utanför Vänersborg 1816. Den stod mellan två officerare vid Västgöta-Dals regemente, kapten Sabelfelt och baron Gustaf von Köhler.

### Tyskland
Redan 1652 hade duellförbud instiftats i Preussen, men straffen var förhållandevis låga och normal straffskala gällde inte adliga duellanter som följt gängse duellantregler. År 1851 infördes i Brandenburg lagar som jämställde högborgerliga duellanter med adliga. Efterhand utvecklades en sed av "Satisfaktionsfähigkeit", där det ansågs som en hedersbetygelse att anses ha uppnått den sociala status som gav rättighet att få utkämpa en duell. Vilhelm I av Tyskland utfördes till och med 1874 en förordning om Ehrenräte som i praktiken innebar att den ämbetsman eller officerare som blivit kränkt av någon annan ur samma socialgrupp och inte utmanade denne på duell kunde avskedas ur sin tjänst. Att avsiktligt bomma sin motståndare ansågs som feghet och brott mot duellens regler, det ansågs dock även ohedervärt att träffa avtal om duellvillkor som innebar att någon måste dödas.
Vilhelm II försökte med nya bestämmelser om krav på förlikningsförsök vid tvister 1897. Det är oklart i vilken grad det regelverket spelade någon roll, men vid denna tid började kritiken mot duellerandet att öka. År 1902 bildades en tysk avdelning av den internationella anti-duelligan, och fick stark anslutning bland tyska adelsmän. Utbrottet av det första världskriget innebar att antalet dueller snabbt minskade. Efter kejsardömets fall och Weimarrepublikens införande blev intresset litet. Nationalsocialisterna romantiserade till en början duellerandet, men från slutet av 1938 ändrade man hållning och började aktivt bekämpa duellerandet. Mensurfäktningen kom dock att leva kvar längre i studentkretsar.

## Personer som blivit dödade i dueller
- Poeten och sångaren Lasse Lucidor dräptes i en duell på källaren Fimmelstång år 1674 till följd av att han vägrade skåla med löjtnanten Arvid Christian Storm
- Norsk-danska sjömilitären Peder Tordenskjold år 1720.
- Amerikanske finansministern Alexander Hamilton år 1804. Hans son, Philip Hamilton, dödades även han i en duell tre år tidigare (23 november 1801).
- Den svenske baronen och officeren vid Västgöta-Dals regemente Gustaf von Köhler, år 1816. Den siste att dödas i en duell i Sverige. Duellen ägde rum i Lockerudsskogen i Vänersborg 1816.
- Den svenske greven och kommendanten i Helsingborg, Mauritz Casimir Lewenhaupt, 1816. Avled efter en duell i Lundeskoven, Danmark, mot den schweiziske greven Ludvig Rudolf Müller. Duellen orsakades av att Lewenhaupt anklagat Müller för att vara pro-napoleonsk spion. Duellen ägde rum i Danmark eftersom Müller sedan tidigare var landsförvisad från Sverige. Lewenhaupt blev dödligt sårad i duellen och avled senare på Hotel D’Angleterre i Köpenhamn. Müller dömdes till livstids fängelse.[9]
- Franske matematikern Évariste Galois år 1832.
- Den ryske nationalskalden Aleksandr Pusjkin 1837.
- Den ryske författaren Michail Lermontov 1841.
- Preussens generalpolisdirektör, Berlins polischef Karl Ludwig Friedrich von Hinckeldey dödades 1856 i en duell med godsägaren och politikern von Hans von Rochow. Hinckeldey inväntade förgäves att kung Fredrik Vilhelm IV av Preussens adjutant skulle ingripa, men den tvekande kungen valde att låta duellen ha sin gång för att inte kasta någon skugga över Hinckeldeys ära.
- Senatorn David C. Broderick (1820-1859) blev dödligt sårad i en duell med tidigare chefsdomaren i Kaliforniens högsta domstol David S. Terry vid Lake Merced utanför San Francisco, år 1859.
- Ferdinand Lassalle dödades 1864 i en duell föranledd av ett kärleksförhållande med en bayersk adelsdam.
- Preussiske dragonlöjtnanten Ernst Marimilian von Gaffron und Oberstradam (1867-1911) i en uppmärksammad duell med Rudolf von Richthofen, år 1911.